# Йоакім Нюстром
Йоакім Нюстром (швед. Joakim Nyström; нар. 20 лютого 1963) — колишній шведський тенісист.
Найвищу одиночну позицію світового рейтингу — 7 місце досяг 31 березня 1986, парну — 4 місце — 10 листопада 1986 року.
Здобув 13 одиночних та 8 парних титулів.
Перемагав на турнірах Великого шолома в парному розряді.
Завершив кар'єру 1989 року.

## Досягнення в одиночних змаганнях
| W | Ф | ПФ | ЧФ | #Р | КТ | К# | DNQ | A | NH |

| Турнір                                 | 1980  | 1981  | 1982  | 1983  | 1984  | 1985  | 1986  | 1987  | 1988  | 1989  | Career SR | Career В-П |
| -------------------------------------- | ----- | ----- | ----- | ----- | ----- | ----- | ----- | ----- | ----- | ----- | --------- | ---------- |
| Турніри Великого шолома                |       |       |       |       |       |       |       |       |       |       |           |            |
| Відкритий чемпіонат Австралії з тенісу |       | 1р    |       | 4р    | 3р    | 3р    | NH    |       |       | 1р    | 0 / 5     | 7–5        |
| Відкритий чемпіонат Франції з тенісу   |       | 1р    | 4р    | 3р    | 2р    | ЧФ    | 1р    | 4р    | 3р    |       | 0 / 8     | 15–8       |
| Вімблдонський турнір                   |       | 2р    | 1р    |       | 2р    | 3р    | 3р    | 3р    | 3р    |       | 0 / 7     | 10–7       |
| Відкритий чемпіонат США з тенісу       |       |       |       | 4р    | 4р    | ЧФ    | ЧФ    | 2р    | 1р    |       | 0 / 6     | 16–6       |
| SR                                     | 0 / 0 | 0 / 3 | 0 / 2 | 0 / 3 | 0 / 4 | 0 / 4 | 0 / 3 | 0 / 3 | 0 / 3 | 0 / 1 | 0 / 26    | N/A        |
| В-П                                    | 0–0   | 1–3   | 3–2   | 8–3   | 8–4   | 12–4  | 6–3   | 6–3   | 4–3   | 0–1   | N/A       | 48–26      |
| Чемпіонати закінчення сезону           |       |       |       |       |       |       |       |       |       |       |           |            |
| Фінал ATP                              |       |       |       |       | ЧФ    | 1р    | RR    |       |       |       | 0 / 3     | 2–4        |

## Фінали за кар'єру

### Одиночний розряд: 18 (13–5)
| Результат | Ранг | Рік  | Турнір                          | Покриття  | Суперник        | Рахунок                 |
| --------- | ---- | ---- | ------------------------------- | --------- | --------------- | ----------------------- |
| Поразка   | 1.   | 1983 | Мюнхен, Німеччина               | Ґрунт     | Томаш Шмід      | 0–6, 3–6, 6–4, 6–2, 5–7 |
| Перемога  | 1.   | 1983 | Sydney International, Австралія | Трава     | Майк Бауер      | 2–6, 6–3, 6–1           |
| Перемога  | 2.   | 1984 | Гштад, Швейцарія                | Ґрунт     | Браян Тічер     | 6–4, 6–2                |
| Перемога  | 3.   | 1984 | Норт-Конвей, США                | Ґрунт     | Тім Вілкінсон   | 6–2, 7–5                |
| Поразка   | 2.   | 1984 | Барселона, Іспанія              | Ґрунт     | Матс Віландер   | 6–7(5–7), 4–6, 6–0, 2–6 |
| Перемога  | 4.   | 1984 | Базель, Швейцарія               | Тверде    | Тім Вілкінсон   | 6–3, 3–6, 6–4, 6–2      |
| Перемога  | 5.   | 1984 | Кельн, Німеччина                | Килим (i) | Мілослав Мечирж | 7–6, 6–2                |
| Перемога  | 6.   | 1985 | Мюнхен, Німеччина               | Ґрунт     | Ганс Шваєр      | 6–1, 6–0                |
| Перемога  | 7.   | 1985 | Гштад, Швейцарія                | Ґрунт     | Андреас Маурер  | 6–4, 1–6, 7–5, 6–3      |
| Поразка   | 3.   | 1985 | Палермо, Італія                 | Ґрунт     | Тьєррі Тюлан    | 2–6, 0–6                |
| Перемога  | 8.   | 1986 | Toronto Indoor, Канада          | Килим (i) | Мілан Шрейбер   | 6–1, 6–4                |
| Перемога  | 9.   | 1986 | Indian Wells Open, США          | Тверде    | Яннік Ноа       | 6–1, 6–3, 6–2           |
| Поразка   | 4.   | 1986 | Мілан, Італія                   | Килим (i) | Іван Лендл      | 2–6, 2–6, 4–6           |
| Перемога  | 10.  | 1986 | Роттердам, Нідерланди           | Килим (i) | Андерс Яррід    | 6–0, 6–3                |
| Перемога  | 11.  | 1986 | Монте-Карло, Монако             | Ґрунт     | Яннік Ноа       | 6–3, 6–2                |
| Перемога  | 12.  | 1986 | Мадрид, Іспанія                 | Ґрунт     | Кент Карлссон   | 6–1, 6–1                |
| Поразка   | 5.   | 1987 | Ліон, Франція                   | Килим (i) | Яннік Ноа       | 4–6, 5–7                |
| Перемога  | 13.  | 1987 | Swedish Open, Швеція            | Ґрунт     | Стефан Едберг   | 4–6, 6–0, 6–3           |

### Парний розряд: 20 (8–12)
| Результат | Ранг | Рік  | Турнір                                           | Покриття  | Партнер          | Суперники                           | Рахунок                 |
| --------- | ---- | ---- | ------------------------------------------------ | --------- | ---------------- | ----------------------------------- | ----------------------- |
| Поразка   | 1.   | 1982 | Swedish Open, Швеція                             | Ґрунт     | Матс Віландер    | Андерс Яррід Ганс Сімонссон         | 6–0, 3–6, 6–7           |
| Перемога  | 1.   | 1983 | Swedish Open, Швеція                             | Ґрунт     | Матс Віландер    | Андерс Яррід Ханс Сімонссон         | 1–6, 7–6, 7–6           |
| Поразка   | 2.   | 1983 | Женева, Швейцарія                                | Ґрунт     | Матс Віландер    | Станіслав Бірнер Блейн Вілленборг   | 1–6, 6–2, 3–6           |
| Поразка   | 3.   | 1984 | Кельн, Німеччина                                 | Килим (i) | Ян Гуннарссон    | Войцех Фібак Сенді Меєр             | 1–6, 3–6                |
| Поразка   | 4.   | 1984 | Відкритий чемпіонат Австралії з тенісу, Мельбурн | Трава     | Матс Віландер    | Марк Едмондсон Шервуд Стюарт        | 2–6, 2–6, 5–7           |
| Перемога  | 2.   | 1985 | Філадельфія, США                                 | Килим (i) | Матс Віландер    | Войцех Фібак Сенді Меєр             | 3–6, 6–2, 6–2           |
| Поразка   | 5.   | 1985 | Мастерс Цинциннаті, США                          | Тверде    | Матс Віландер    | Стефан Едберг Андерс Яррід          | 6–4, 2–6, 3–6           |
| Перемога  | 3.   | 1985 | Палермо, Італія                                  | Ґрунт     | Колін Даудесвелл | Серхіо Касаль Еміліо Санчес Вікаріо | 6–4, 6–7, 7–6           |
| Поразка   | 6.   | 1985 | Фінал ATP, Нью-Йорк                              | Килим (i) | Матс Віландер    | Стефан Едберг Андерс Яррід          | 1–6, 6–7                |
| Перемога  | 4.   | 1986 | Toronto Indoor, Канада                           | Килим (i) | Войцех Фібак     | Крісто Стейн Дані Віссер            | 6–3, 7–6                |
| Поразка   | 7.   | 1986 | Монте-Карло, Монако                              | Ґрунт     | Матс Віландер    | Гі Форже Яннік Ноа                  | 4–6, 6–3, 4–6           |
| Перемога  | 5.   | 1986 | Мадрид, Іспанія                                  | Ґрунт     | Андерс Яррід     | Хесус Колас Девід де Мігель         | 6–2, 6–2                |
| Перемога  | 6.   | 1986 | Вімблдонський турнір, Лондон                     | Трава     | Матс Віландер    | Гері Доннеллі Пітер Флемінг         | 7–6, 6–3, 6–3           |
| Поразка   | 8.   | 1986 | Гштад, Швейцарія                                 | Ґрунт     | Стефан Едберг    | Серхіо Касаль Еміліо Санчес Вікаріо | 3–6, 6–3, 3–6           |
| Поразка   | 9.   | 1986 | Відкритий чемпіонат США з тенісу, Нью-Йорк       | Тверде    | Матс Віландер    | Андрес Гомес Слободан Живоїнович    | 6–4, 3–6, 3–6, 6–4, 3–6 |
| Перемога  | 7.   | 1986 | Барселона, Іспанія                               | Ґрунт     | Ян Гуннарссон    | Карлос Ді Лаура Клаудіо Панатта     | 6–3, 6–4                |
| Поразка   | 10.  | 1987 | Бостон, США                                      | Ґрунт     | Матс Віландер    | Ганс Гільдемайстер Андрес Гомес     | 6–7, 6–3, 1–6           |
| Поразка   | 11.  | 1987 | Індіанаполіс, США                                | Ґрунт     | Матс Віландер    | Лорі Вордер Блейн Вілленборг        | 0–6, 3–6                |
| Перемога  | 8.   | 1988 | Бордо, Франція                                   | Ґрунт     | Клаудіо Панатта  | Крістіан Мініуссі Дієго Наргісо     | 6–1, 6–4                |
| Поразка   | 12.  | 1988 | Кіцбюель, Австрія                                | Ґрунт     | Клаудіо Панатта  | Серхіо Касаль Еміліо Санчес Вікаріо | 4–6, 6–7                |